# غرباء الشام (گروه جهادی)
غرباء الشام (به معنی غریبه‌های شام) گروهی متشکل از جهادی‌های سوری ست که در قاچاق پیکارجویان خارجی به عراق، نزاع سال ۲۰۰۷ لبنان و جنگ داخلی سوریه مشارکت داشته‌اند. این گروه بعد از هماهنگی با جبهه النصره با حزب اتحاد دموکراتیک درگیر شده‌است.